# Périgneux
Périgneux este o comună în departamentul Loire din sud-estul Franței. În 2009 avea o populație de 1.347 de locuitori.

## Evoluția populației
| An        | 1975 | 1982 | 1990 | 1999  | 2006  | 2009  |
| --------- | ---- | ---- | ---- | ----- | ----- | ----- |
| Populație | 743  | 765  | 896  | 1.083 | 1.222 | 1.347 |